# Skede
Skede is een plaats in de gemeente Vetlanda in het landschap Småland en de provincie Jönköpings län in Zweden. De plaats heeft 345 inwoners (2005) en een oppervlakte van 59 hectare.